# Andrea Asch

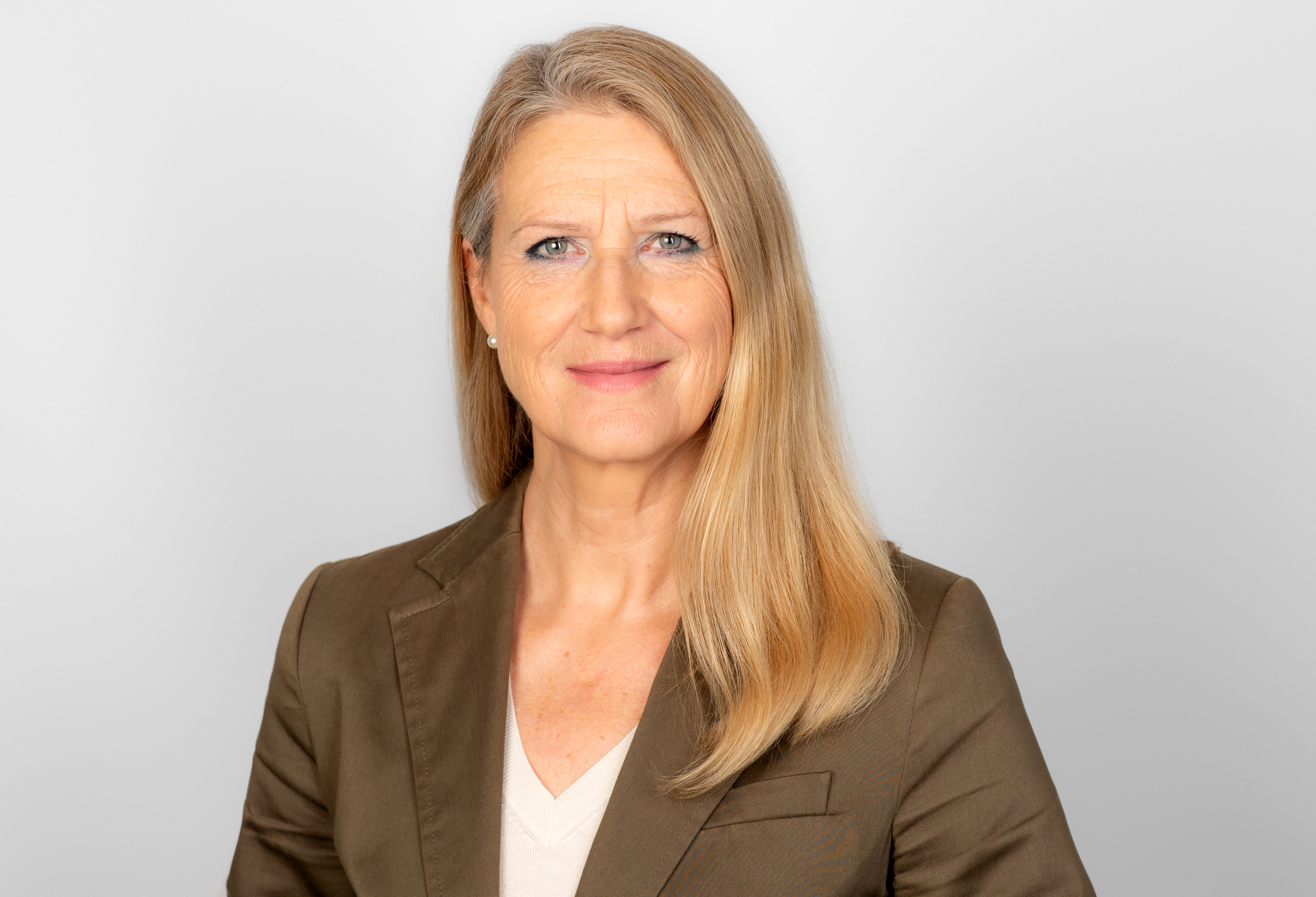
Andrea U. Asch, Vorständin Diakonie Berlin-Brandenburg-schlesische Oberlausitz

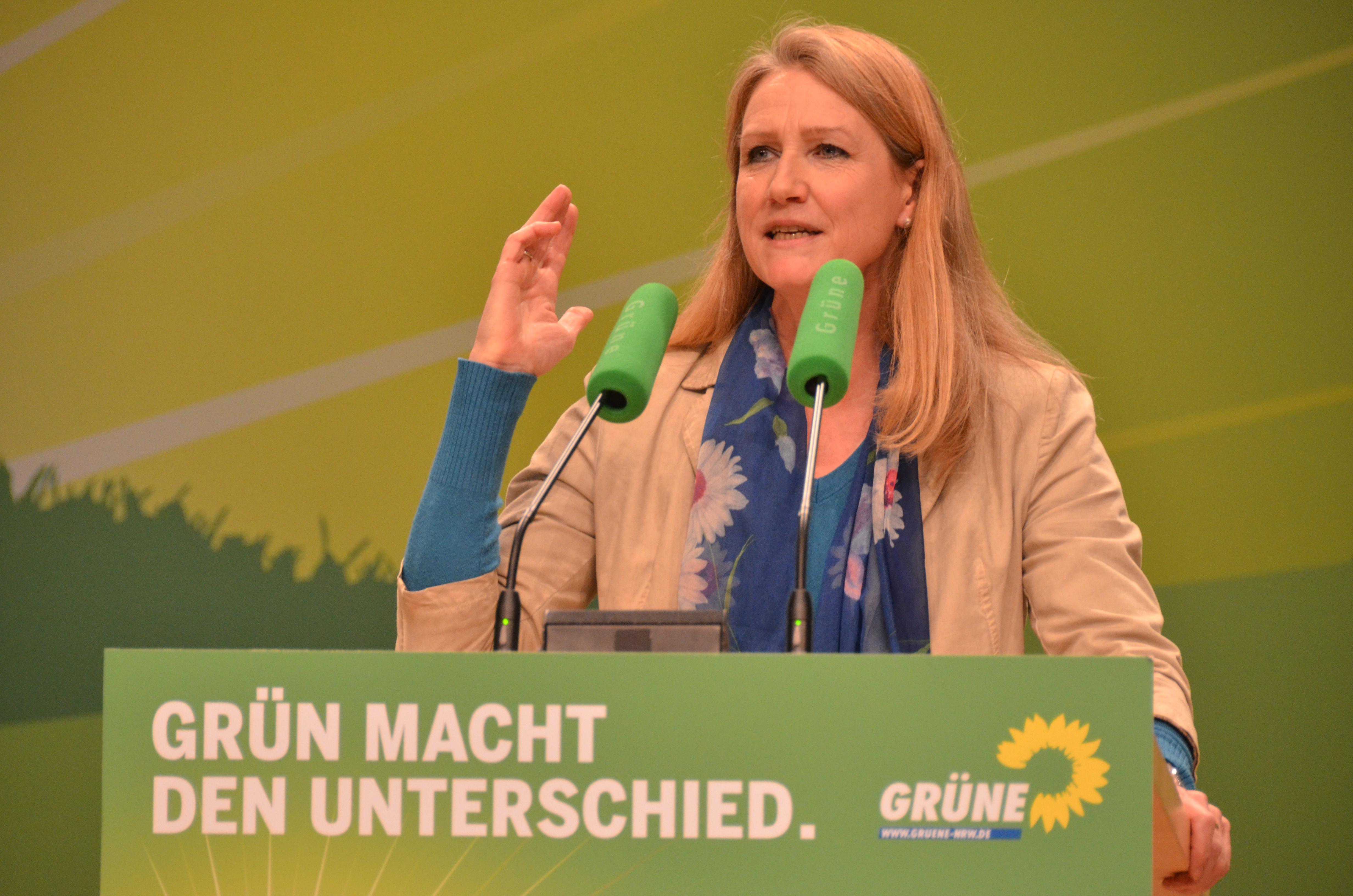
Andrea U. Asch als Landtagsabgeordnete in NRW

Andrea Ursula Asch (* 8. November 1959 in Wiesbaden) ist eine ehemalige Politikerin und Landtagsabgeordnete in Nordrhein-Westfalen (Bündnis 90/Die Grünen). Seit März 2020 ist sie Vorständin des Diakonischen Werkes Berlin-Brandenburg-schlesische Oberlausitz.

## Ausbildung und Beruf
Nach dem Abitur 1977 studierte sie von 1978 bis 1984 Psychologie und Musik an den Universitäten Gießen und Marburg und schloss als Diplom-Psychologin ab. Sie war von 1986 bis 1987 beim Kölner Verein für Rehabilitation tätig und im Anschluss bis 2005 stellvertretende Geschäftsführerin des Vereins für psychosoziale Dienste im Kreis Mettmann. Von 2018 bis 2020 hat sie als Bereichsleiterin Kindertagesstätten für die ISS-Mehrsprachige Kita gGmbH Köln gearbeitet, bis sie das Amt der Vorständin für das Diakonische Werk Berlin-Brandenburg-schlesische Oberlausitz übernahm.

## Partei und öffentliche Ämter
Von 1989 bis 2010 Mitglied war sie Mitglied der Landschaftsversammlung Rheinland für Bündnis 90/Die Grünen, von 1995 bis 2009 als Fraktionsvorsitzende. Von 1994 bis 1999 und von 2004 bis 2009 war sie stellvertretende Vorsitzende der Landschaftsversammlung und von 2004 an Vorsitzende des Gesundheitsausschusses.
Seit dem 8. Juni 2005 bis zum 31. Mai 2017 war Andrea Asch Abgeordnete des Landtags Nordrhein-Westfalen. 2010 und 2012 wurde sie wiedergewählt. Bei der Landtagswahl 2017 trat sie nicht erneut an.[1][2]

## Familie
Andrea Asch ist verheiratet und hat drei Kinder.